# ديفيد إدموندز
ديفيد إدموندز (بالإنجليزية: David Edmunds)‏ هو رياضياتي بريطاني، ولد في 1931.